# Leyland Lioness

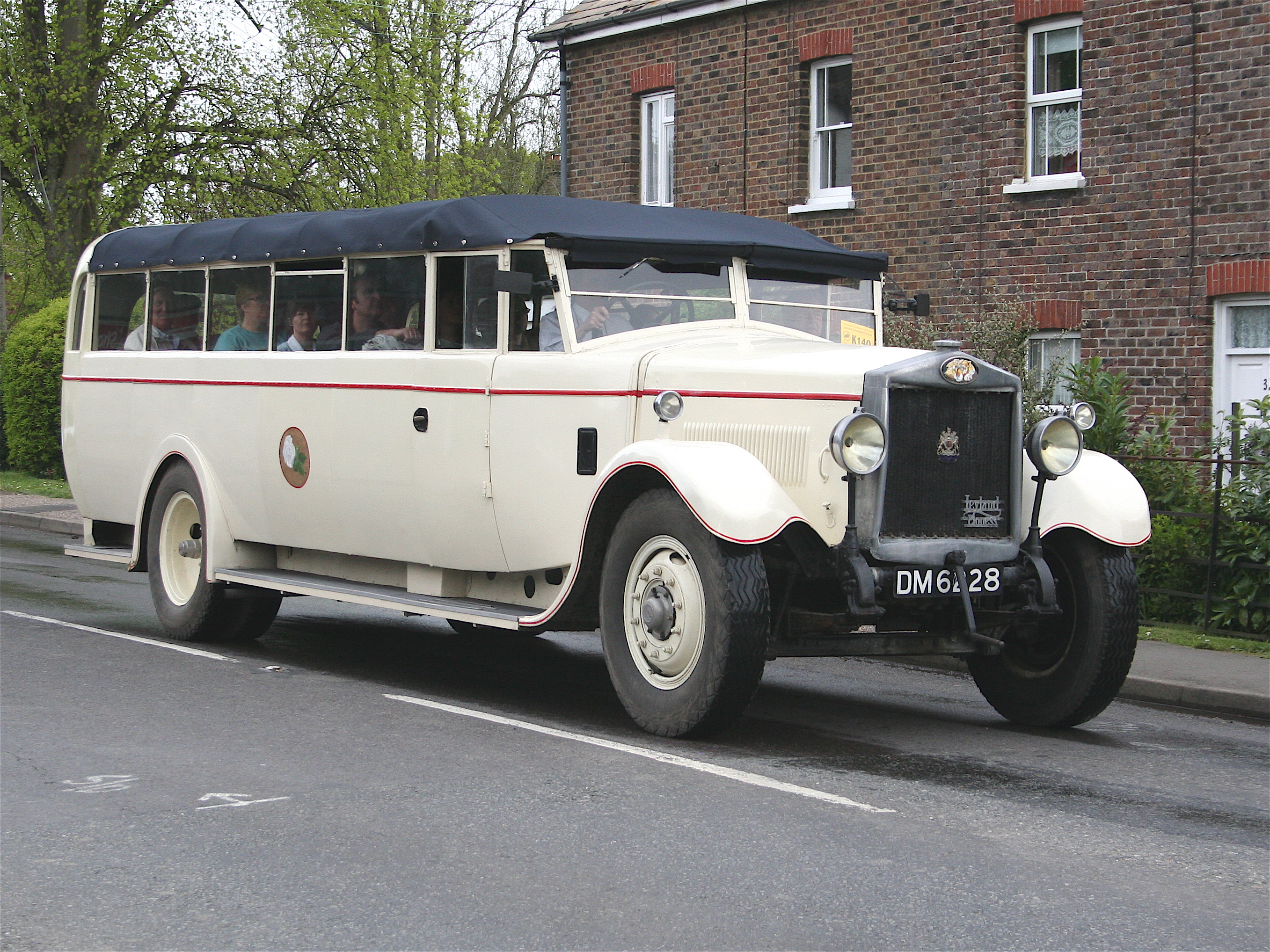
Leyland Lioness, Aufbau Burlingham, Baujahr 1929

Der Leyland Lioness mit der Typenbezeichnung LC war ein Busfahrgestell des britischen Nutzfahrzeugherstellers Leyland Motors. Es basiert auf dem Leyland Lion und ist praktisch dessen Ausführung als Langhauber. Die weibliche Form des Namens bezeichnete bei Leyland traditionell die Ausführung als Haubenfahrzeug bzw. im damaligen Verständnis in der Normalausführung. Das Fahrgestell wurde ab 1926 gebaut.
Die Lioness gehörte wie auch der Lion zu den ersten Chassis, die speziell für eine Verwendung als Bus konstruiert wurden. Der Vorteil der neuartigen Konstruktion lag in dem tiefer liegenden Rahmen, der den Einstieg der Passagiere erleichterte. Neuartig war ebenfalls die Verwendung von luftbereiften Rädern. Mit der generellen Verwendung von Luftreifen erhielt die Typenbezeichnung ein vorangestelltes "P" für pneumatic.
Das Fahrgestell wurde meist mit Aufbauten als komfortabler Reisebus für 24 bis 36 Fahrgäste versehen, daneben wurden auch offene Ausflugsbusse gebaut. Die Aufbauten kamen von Burlingham, Harrington, Wray's Motor & Body Co. Ltd. und Weymann. Neben der Ausführung als reiner Langhauber gab es auch Ausführungen mit halbseitiger Fahrerkabine, die weit vorgezogen war. Sie bot einerseits dem Fahrer eine gute Rundumsicht, andererseits einen einfachen Zugang zum Motor. Diese Fahrgestelle erhielten den Buchstaben S für side-type (beispielsweise PLSC) in der Typenbezeichnung.
Motor und Ausrüstung entsprachen weitgehend dem parallel angebotenen Leyland Lion.
Auf Basis der Lioness wurde auch ein Feuerwehrfahrzeug entwickelt. Dies bot sich an, da der im Vergleich zu Lastkraftwagen niedrigere Busrahmen einen tieferen Schwerpunkt des Fahrzeuges ergab, was den Aufbau einer langen Drehleiter ermöglichte.